# 恋愛新党
恋愛新党（れんあいしんとう）は、日本テレビ制作のバラエティ番組。

## 内容
『フライデーTVラボ』の後半にあたる（前半は『HAPPY!』）番組として、2008年4月4日放送開始。
政党「恋愛新党」の党首による演説集会という設定で、堺雅人が「○○が恋愛をダメにする」をテーマに演説を行う。演説中に随時、舞台袖で見守る堺党首の第一秘書・塚地武雅（ドランクドラゴン）による茶々やツッコミが挿入される。
「○○（流行の事象。毎週異なる）は、このような理由で恋愛の妨げになる」という分析とそれに対する改善策の提言を演説するという形をとっているが、実質的には○○に関する最新事情や豆知識を紹介する情報番組である（詳しくは番組公式サイト「演説内容」を参照）。
ときおり、演説で主張したいことへの傍証として、テーマに関係する有名人にインタビューする短いVTRが挿入されるが、たいがいは「別に支障はないだろう」「むしろ有益では」という、演説趣旨にそぐわないインタビュー内容となっている。
番組は、演説会に堺党首が遅刻して来て、塚地第一秘書が演説の原稿を用意するも、その原稿を堺党首が破り捨て「既にテーマは決まっている。まあ見ていろ」と登壇するというミニコントで始まる。また、演説終了後、舞台袖に退場した堺党首に塚地第一秘書が演説内容にまつわるプライベートの質問をし、それに対して堺が役柄でなく堺雅人本人として答えるくだりもある。
番組エンディングで「この演説で紹介している情報はすべて事実ですが、主張内容はモテない男の妄想に基づくものです」というテロップが挿入される。
DVDの発売予告がされたものの、理由の説明もないまま発売中止になった。
最終回の第26回のエンディングで「See you again」というテロップが流れた。また、全26回中、唯一最終回では党首はサンタクロースの、第一秘書はトナカイのコスプレをした。

## 演説内容
- 第1回 - 「レディースプラン」が恋愛をダメにする
- 第2回 - 「習い事」が恋愛をダメにする
- 第3回 - 「ペット」が恋愛をダメにする
- 第4回 - 「メイク」が恋愛をダメにする
- 第5回 - 「占い」が恋愛をダメにする
- 第6回 - 「ダイエット」が恋愛をダメにする
- 第7回 - 「渋谷」が恋愛をダメにする
- 第8回 - 「ゴルフ」が恋愛をダメにする
- 第9回 - 「結婚式」が恋愛をダメにする
- 第10回 - 「マンション」が恋愛をダメにする
- 第11回 - 「検定」が恋愛をダメにする
当初『「秋葉原」が恋愛を救う』の予定だったが、秋葉原通り魔事件の影響により変更になった
- 第12回 - 支持者を増やそう!
過去の演説に対する視聴者の支持率調査
- 第13回 - 「湘南」が恋愛をダメにする
- 第14回 - 「花火大会」が恋愛をダメにする
- 第15回 - 「におい」が恋愛をダメにする
- 第16回 - 「お取り寄せ」が恋愛をダメにする
- 第17回 - 「カラオケ」が恋愛をダメにする
- 第18回 - 「秋葉原」が恋愛を救う
- 第19回 - 恋愛が奇跡を起こす
- 第20回 - 恋の悩み解決スペシャル
- 第21回 - 「合コン」が恋愛をダメにする
- 第22回 - 「秋」が恋愛を救う
- 第23回 - デートをするなら「工場」に行け
- 第24回 - 「女性のコンプレックス」が恋愛をダメにする
- 第25回 - 「キャバ嬢ブーム」が恋愛をダメにする
- 第26回 - クリスマススペシャル

## 出演者
- 堺雅人
- 塚地武雅（ドランクドラゴン）
- 古閑陽子（日本テレビアナウンサー） - ナレーター

## スタッフ
- 演出：内田秀実
- 構成：大井洋一、山内正之、西村隆志
- リサーチ：山田有美、塩村文夏、鈴木ひとみ
- デスク：難波亜矢
- AP：岩崎広樹
- AD：菅原めぐみ、岩下英恵、川崎美幸
- ディレクター：森本雅也、太田大介、Ricky
- プロデューサー：松本京子、野田義人
- チーフプロデューサー：松岡至
- 制作著作：日本テレビ